# 西竹一
西 竹一（にし たけいち、1902年〈明治35年〉7月12日 - 1945年〈昭和20年〉3月22日）は、日本の陸軍軍人、華族。最終階級は陸軍大佐。爵位は男爵。愛称はバロン西（Baron Nishi）。
1932年ロサンゼルスオリンピック馬術障害飛越競技の金メダリスト。この金メダルは、2024年パリオリンピックの総合馬術団体で日本代表が銅メダルを獲得するまで、馬術競技で日本が獲得した唯一のメダルであり、金メダルとしては2024年現在もなお唯一の獲得例である。
帝国陸軍将校として騎兵畑を歩んでいたが、後に戦車兵に転科し、第二次世界大戦末期の硫黄島の戦いにおいて、戦車第26連隊長として戦死した。

## 経歴

### 生い立ち
男爵・西徳二郎の三男として東京市麻布区麻布笄町（現在の港区西麻布。住居は麻布桜田町付近）にて生まれた。正妻でない母は、出産後、家を出された。父は外務大臣や枢密顧問官などを歴任し、駐清公使時代には義和団の乱処理に当たった人物であった。義和団の乱の処理の際、清の西太后から中国茶の専売権を与えられ、巨万の富を手にしたといわれている。

### 男爵叙爵
学習院幼稚園を経て、学習院初等科時代は近隣の番町小の生徒と喧嘩を繰り返す暴れん坊であった。1912年（明治45年）には徳二郎が死去し、同年3月30日、その跡を継ぎ当主として男爵となる。後見人は西伊佐次。妻となる武子の祖父は川村純義海軍大将、父は伯爵・川村鉄太郎であり、武子の長姉・艶子は阪本釤之助の子で第二次世界大戦中の駐スイス公使時に終戦工作に奔走する阪本瑞男に嫁いだ。武子の次姉・花子は柳原白蓮の異母兄である柳原義光の後妻。子に長男の泰徳に、長女と次女の三子。
1915年（大正4年）4月、外交官であった父の遺志を継ぎ府立一中（現・日比谷高校）に入学、同期には小林秀雄、迫水久常らがいた。その後、府立一中在籍中から1917年（大正6年）9月、広島陸軍地方幼年学校に入校した。広島の幼年学校で馬術に目覚める。

### 陸軍

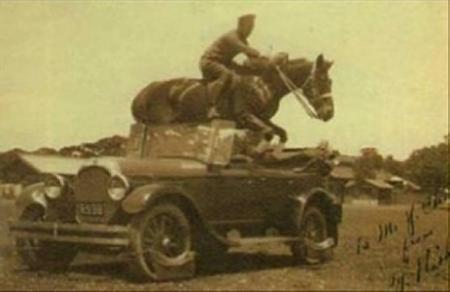
西とウラヌスによる「車越え」

1920年（大正9年）には陸軍中央幼年学校本科に進む。同期に名古屋陸軍幼年学校首席・辻政信、陸軍中央幼年学校予科首席・甲谷悦雄。1921年（大正10年）4月、陸士陸幼の制度改編で中幼本科を半年で修了すると、新設の陸軍士官学校予科へ第36期で入校した。
陸士予科では、希望兵科として帝国陸軍の花形である騎兵を選択。卒業後は士官候補生として世田谷騎兵第1連隊に配属（卒業成績：19番中13番）され、隊附勤務を経て陸軍士官学校（本科）に入校。1924年（大正13年）7月、陸士本科を第36期生として卒業、見習士官として原隊の騎兵第1連隊附となり同年10月には陸軍騎兵少尉に任官。1927年（昭和2年）9月に陸軍騎兵学校（乙種学生）を卒業し同年10月には陸軍騎兵中尉に進級した。

### ウラヌスとの出会いと金メダル

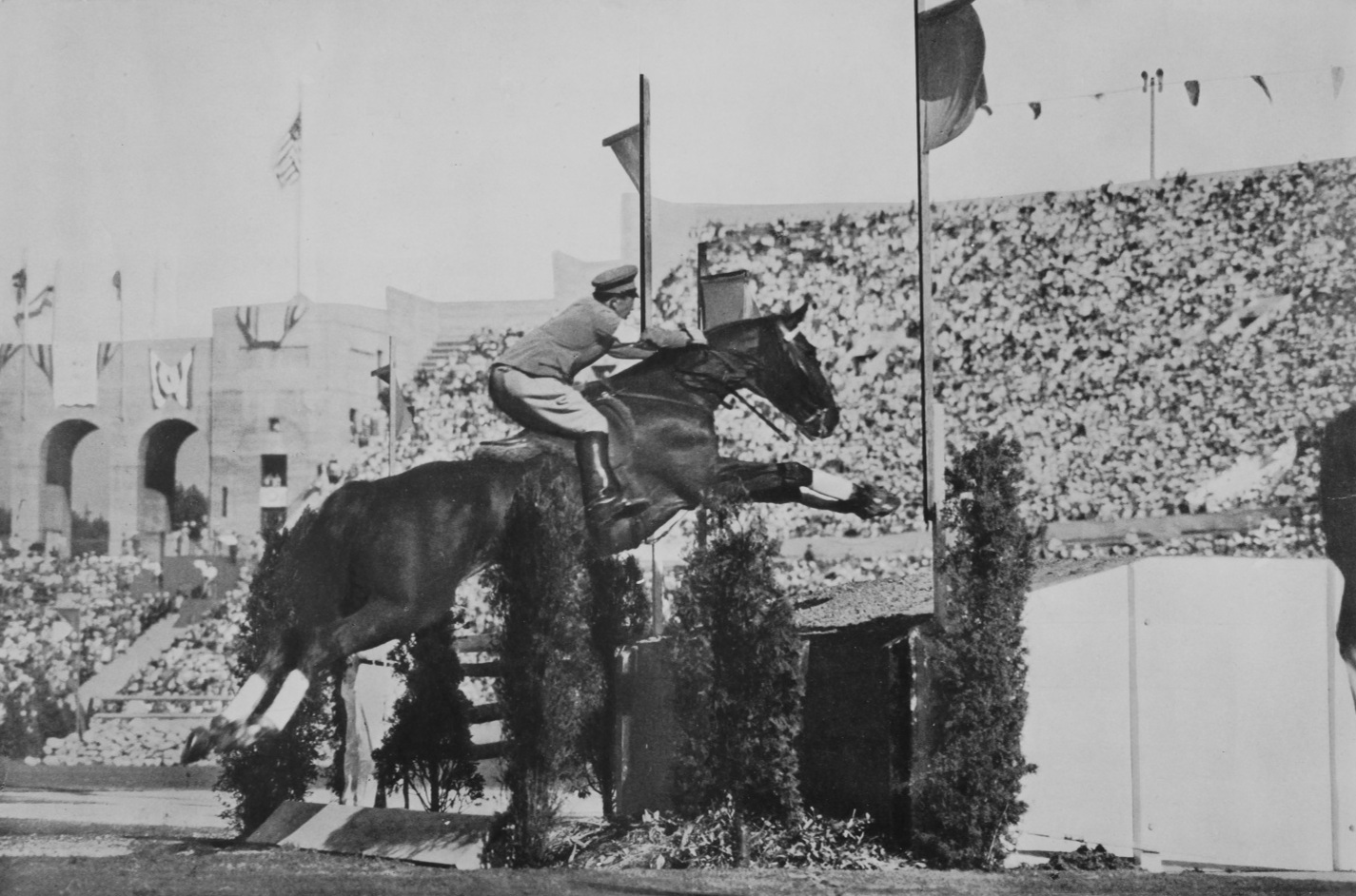
ロサンゼルスオリンピックにて競技中の西とウラヌス

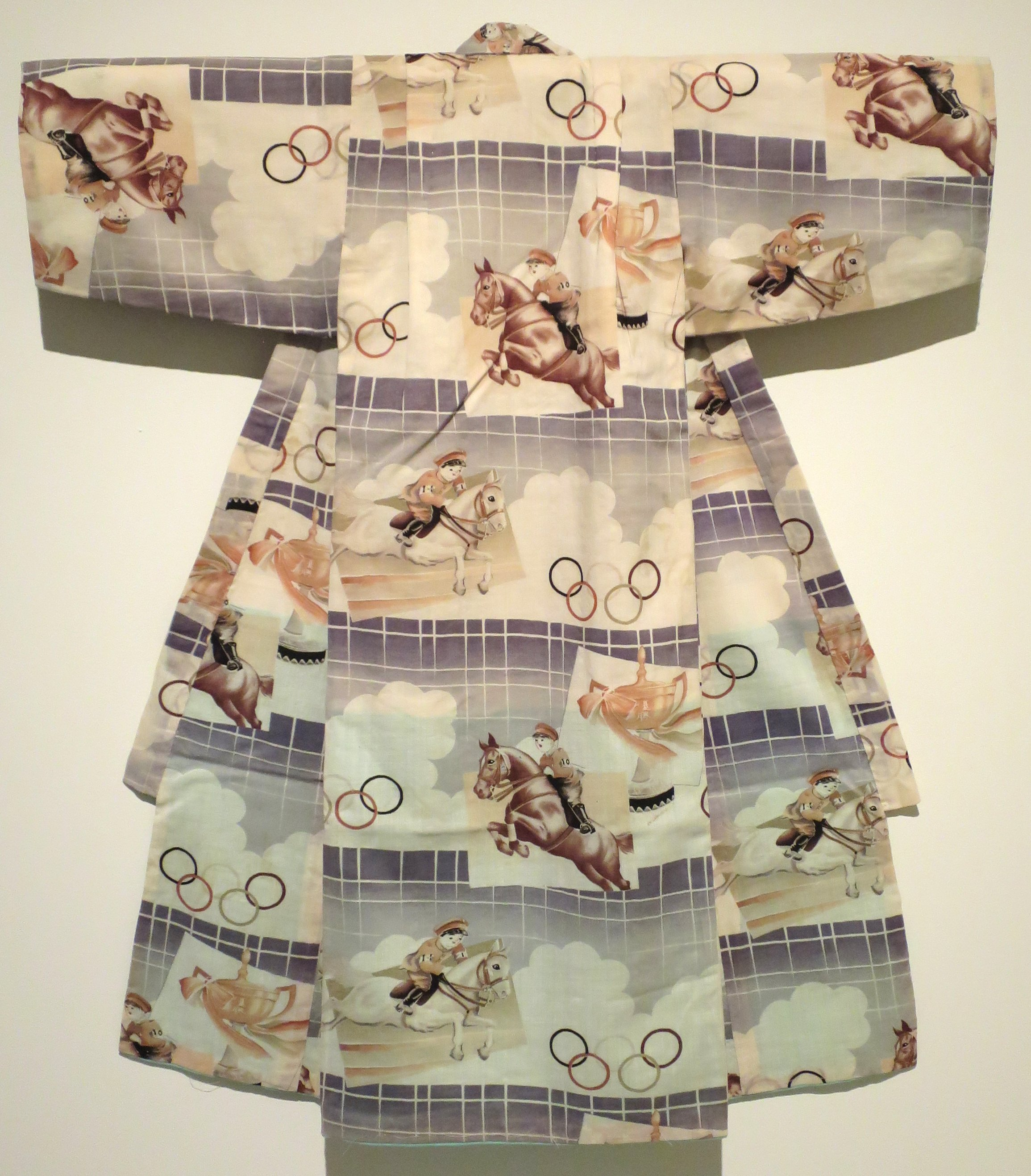
金メダリストの西は子供の着物の柄にもなった（1932年）

1930年（昭和5年）ロサンゼルスオリンピックの出場の為、半年間の休養を取り、アメリカと欧州へ向かった。欧州へ向かう船内で米国の映画スターダグラス・フェアバンクスとメアリー・ピックフォード夫妻と親交を持った。
3月にはイタリアで　終生の友とも言うべき存在となるウラヌスとの運命的な出会いを果たす。6,500伊リラ（当時の換算レートで、6,500伊リラ＝100英ポンド＝1,000日本円）で購入した。その後、欧州各地の馬術大会に参加し、好成績を残す。
1932年の習志野騎兵第16連隊附陸軍騎兵中尉時代、騎兵監などを歴任した大島又彦陸軍中将を団長に、城戸俊三陸軍騎兵少佐ら帝国陸軍の出場選手一同と参加したロサンゼルスオリンピック、馬術大障害飛越競技にて金メダリストとなる。これはアジア諸国として初めての、日本勢として唯一のオリンピック馬術競技で金メダルを獲得した記録である。

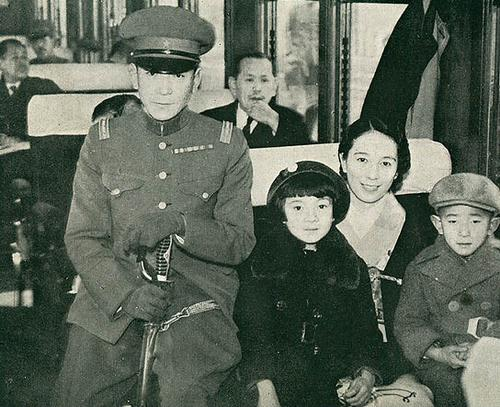
ベルリンに赴く陸軍騎兵大尉時代の西と見送りの妻子（1936年）

障害競技で、ウラヌスが後足を横に捻ってクリアしたこともあり、インタビューでは「We won.」（「我々（自分とウラヌス）は勝った」）と応じている。
人種差別で排斥されていた在米日本人や日系アメリカ人間で人気を集め、上流階級の名士が集まる社交界では「バロン西」と呼ばれ、ロサンゼルス市名誉市民にもなっている。
現地で行われた金メダル受賞パーティーではダグラス・フェアバンクスと再会し、友情を温めるとともに金メダルを祝った。

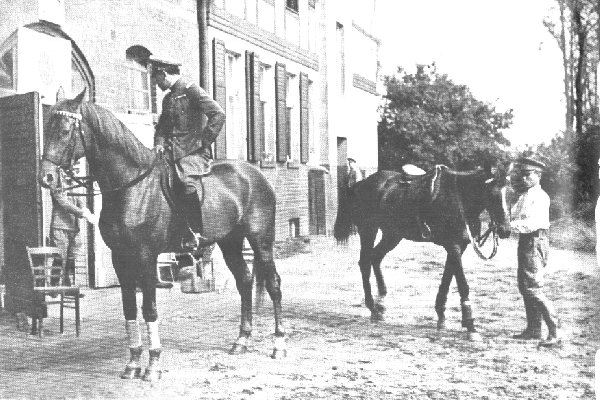
西とアスコット

1933年8月には陸軍騎兵大尉に進級、陸軍騎兵学校の教官となる。

### ベルリンオリンピック
1936年（昭和11年）のベルリンオリンピックにも参加するも、元競走馬のアスコットと共に出場した総合馬術競技では12位、ウラヌスと臨んだ障害飛越競技では20位といずれもメダルには届かなかった。
これにはアスコットの調教不足、ウラヌスの衰えに加え西自身も開会式前に高熱を出すなど様々な要因があったものの、西本人は競技の結果に納得しており、帰国後にメダルを逃したことについて飛び交った様々な憶測には遺憾の意を示していたとされる。

### 軍馬補充部に
ベルリンオリンピックの後、騎兵第1連隊の中隊長として軍務に戻る。日中戦争開戦後の1939年（昭和14年）3月には陸軍騎兵少佐に昇進し、軍馬の育成などを担当する陸軍省軍馬補充部の十勝支部員となる。
第一次世界大戦が終わり、第二次世界大戦の開戦に向けた軍拡時代の1930年代当時、時代の流れとして世界の陸軍においては騎兵部隊が削減され、代わって自動車化歩兵部隊や近代的な戦車兵・戦車部隊が新設されていた時代であり、同時期の帝国陸軍においても乗馬中隊と装甲車中隊とを組み合わせ、その機動力により戦闘斥候を行う偵察部隊である捜索隊（師団捜索隊）が新たに編成され、また従来の騎兵連隊も一部の連隊を残し、多くは同じく機動偵察部隊である捜索連隊や戦車連隊に改編されていた。
大東亜戦争開戦後の1942年11月、西は第26師団捜索隊長、更に1943年7月には第1師団捜索隊長を歴任している。

### 戦車連隊長に
1943年8月、西は陸軍中佐に昇進、また戦車兵として1944年3月には戦車第26連隊（軍隊符号:26TK、部隊マークは「丸に縦矢印」）の連隊長を拝命、満州国北部（北満）防衛の任に就いた。
戦車第26連隊は当初は「サイパンの戦い」に参戦する予定であったが、現地守備隊が早々と玉砕したため守備隊が再編成され、1944年6月20日に硫黄島への動員が下令された。

### 硫黄島へ

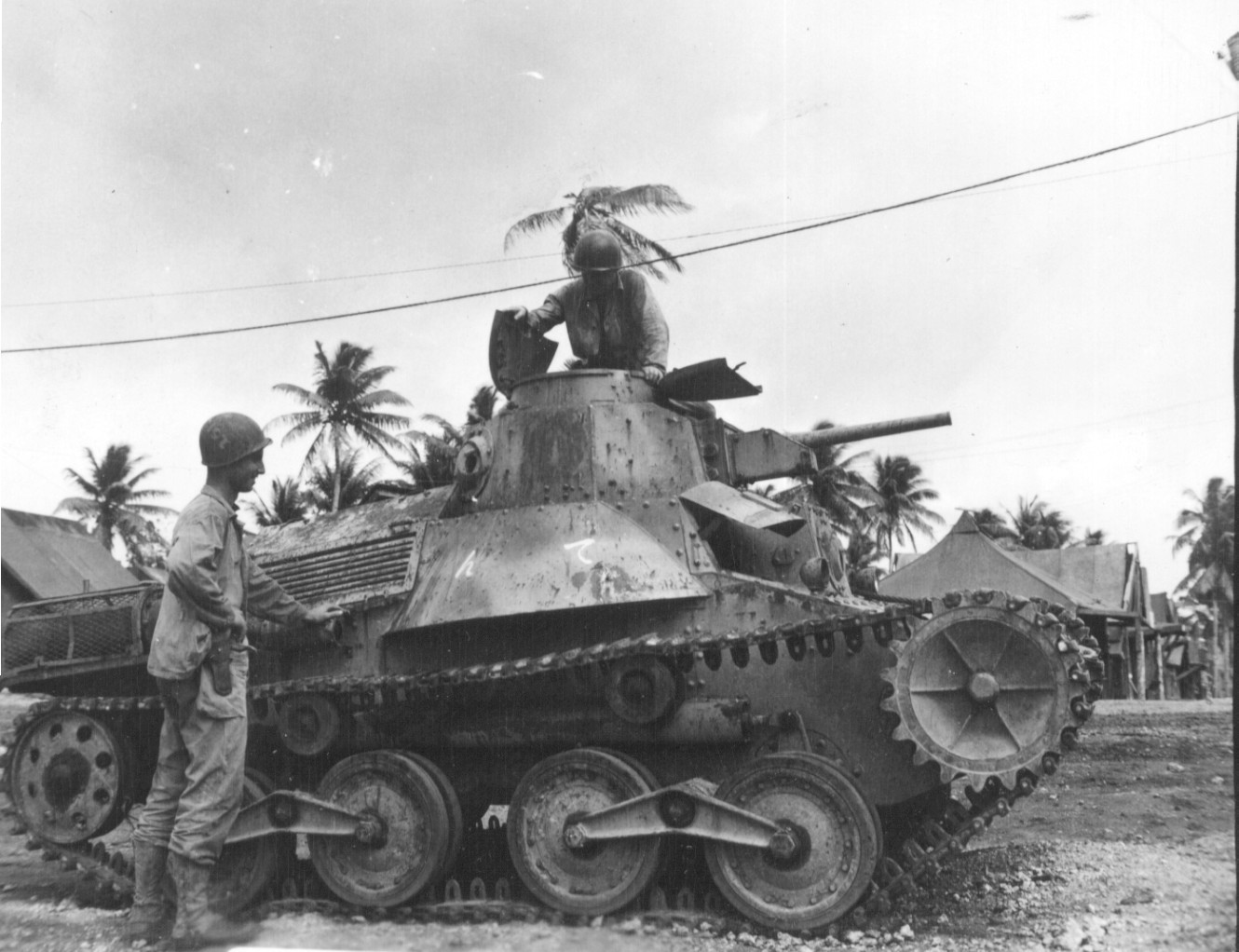
戦車第26連隊所属の九五式軽戦車。硫黄島の戦いでアメリカ軍に鹵獲されたもので、砲塔側面に部隊マーク「丸に縦矢印」が見える。

1945年、硫黄島守備隊として小笠原兵団直轄（栗林忠道陸軍中将は、小笠原兵団長 兼 第109師団長）の戦車第26連隊の指揮を執ることとなった。戦車第26連隊は満州から日本経由で硫黄島へ向かうが、その行路（父島沖）においてアメリカ海軍ガトー級潜水艦「コビア」の雷撃を受け、28両の戦車ともども輸送船「日秀丸」は沈没したが西と新しい愛馬ジュピター号は無事に硫黄島に上陸（連隊内の戦死者は2名）。
硫黄島においても愛用の鞭を手にエルメス製の乗馬長靴で歩き回っていたという。
硫黄島守備隊指揮官の栗林とは、勤勉且つ繊細であった栗林に対し、華族（男爵）で裕福だった西は豪放で奔放と性格が全く異なっており、確執があったとする証言もある
8月、戦車補充のため一旦東京に戻り、東京川崎財閥の御曹司で親友であった川崎大次郎の車を借用して駆け回っていた。その折、馬事公苑で余生を過していたウラヌスに会いに行き、ウラヌスは西の足音を聞いて狂喜して、馬が最大の愛情を示す態度である、首を摺り寄せ、愛咬をしてきたという。
戦車の補充は12月に行われ、最終的に11両の九七式中戦車（新砲塔チハ）と12両の九五式軽戦車の計23両の戦力となった。西はこれまでの戦訓で、日本軍戦車がアメリカ軍の強力なM4中戦車戦車に戦車戦では敵わないことや、また、岩山だらけの硫黄島の地形が戦車の機動戦には不向きと判断して、車体をダグインさせ擬装したりして、トーチカや砲台代わりの防衛兵器としてアメリカ軍を迎え撃つこととした。一方で、西は自分の戦車第26連隊の精強さに自信を持っており、硫黄島でも戦車本来の運用となる機動戦を望んでいたが、栗林が戦車を防御兵器として使うよう西に命じたとの証言もある。西はこの命令に反発したが最終的には受入れている。西、栗林どちらの発案だったとしても、一度決めたこの戦術について西は忠実に遂行し、時には戦車を防御兵器として使用するのに反対した中隊長と激しい議論をして説き伏せることもあった。

### 戦死

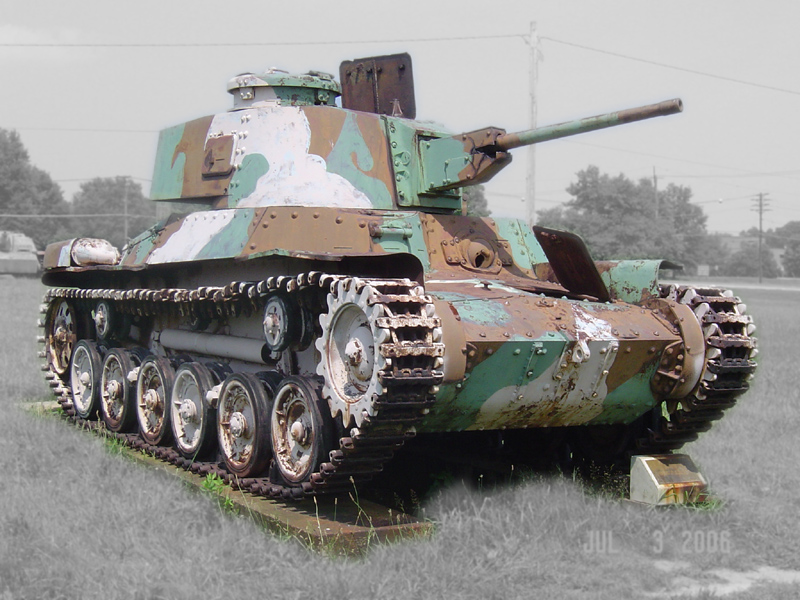
戦車第26連隊所属の九七式中戦車（新砲塔チハ車）。硫黄島の戦いでアメリカ軍に鹵獲されたもので、現在はアメリカ陸軍兵器博物館が所蔵。

1945年2月16日にアメリカ海兵隊は硫黄島に上陸を開始し、硫黄島の戦いが始まった。海岸では上陸するアメリカ海兵隊と日本軍との間で激戦が繰り広げられ、アメリカ海兵隊は、そのうち2,420人が死傷するという大損害を被り、わずか1日で全上陸兵力の8%を失ったが。これは史上最大の作戦と言われたノルマンディー上陸作戦最大の激戦地オマハビーチ（ブラッディ・オマハ）でアメリカ陸軍がD-デイに被った約2,000人の人的損失を、人数や損害率でも上回った。これまでの日本軍であれば、戦車は水際撃滅作戦の主力戦力として位置づけられていたこともあり、西には総攻撃が命じられたはずであったが、栗林の戦闘計画に従い、戦闘初期にはできうる限り戦力を温存する計画で、混成第2旅団（旅団長：千田貞季陸軍少将）が主陣地とする玉名山付近で戦闘の推移を見守っていた。
アメリカ海兵隊は大損害を被りながらも進撃を続けて、2月22日には戦車第26連隊が守る陣地まで達して、西はついに戦闘に突入した。2月26日の元山飛行場付近の戦闘においては、戦車第26連隊第3中隊が地中に埋めた戦車と、トーチカ内の90式野砲で迎え撃ったが、戦車26輌で進撃してくるアメリカ軍に猛砲撃を浴びせて3輌のM4中戦車を撃破して撃退した。アメリカ海兵隊の公式記録ではこの日の戦闘を「元山飛行場の北端に進出したのち、突然、すさまじい日本軍の砲撃にみまわれた。明らかに、入念に照準をすませていたと見え、砲弾は直線的に戦車の砲塔をねらってきた。3輌の損害ですんだのは、敵の砲が固定され、射角が狭かったためと見られる」と戦車第26連隊の砲撃は正確であったと評している。戦車隊は撤退したが、火炎放射器を装備した海兵隊員が1人負傷し逃げ遅れて捕虜となり西の前に連れてこられて尋問された。西はその海兵隊員が持っていた「早く帰ってきなさい。母はそれだけを待っています」という手紙を見ると「どこの国でも人情に変わりはないなぁ」と悲しい表情をして、その海兵隊員にできうる限りの看護を行ったが、翌日27日に西に感謝をしながら息を引き取った。
西は戦車をただ埋めているだけではなく、戦況に応じては土中や窪みから出撃させアメリカ海兵隊員を苦しめた。2月28日には元山飛行場を制圧した第21海兵連隊が、362a高地（日本名：大阪山）に迫撃砲と戦車砲の支援を受けて前進してきたが、同連隊の1個小隊が歩兵だけで前進してくるのを確認した戦車第26連隊第2中隊は、九五式軽戦車で斜面の洞窟からアメリカ海兵隊に向けて突撃した。突然の戦車攻撃にアメリカ海兵隊小隊は大損害を被った。また、元山飛行場においても戦車第26連隊第3中隊が戦車2輌を1組として突撃し、飛行場付近の海兵隊員を蹴散らしながら前進を続け、海兵隊員に多くの死傷者を被らせ、たまらずアメリカ軍は煙幕を展開しながら撤退する一幕もあった。このように西はアメリカ軍に大損害を与えたが、2月が終わる頃には戦車の8割が撃破されていた。3月6日には機動できる戦車は1輌もなくなってしまったが、整備兵たちは擱座して自走できなくなった戦車に土嚢を積み上げトーチカとして戦い続けていた。同日には地雷による肉薄攻撃で2輌のM4中戦車を擱座させ、残っていた90式野砲でさらに1輌のM4中戦車を撃破するという戦功を挙げている。
戦車を失っても、西と戦車第26連隊の兵士は362C高地（日本名：東山）の地下陣地に潜って戦い続けた。連隊の戦車兵はアメリカ軍が放棄していたM4中戦車に乗り込むと搭載砲でアメリカ軍に砲撃を浴びせることもあった。この後、2週間にも渡って西はこの陣地を確保し続けるが、その巧みな防衛戦は栗林が目指した戦術を最も忠実に展開したものとなった。第3海兵師団グレーブス・アースキン師団長があまりの損害に「勝利は決して疑いの余地がなかった。しかし、私たちの心の中で疑わしかったのは、最後に墓地を捧げるために私たちの誰が生き残っているかだった」と嘆いたほどであった。
しかし、増援も補給もない戦車第26連隊は次第に戦力を失っていき、3月17日には後方との連絡が取れなくなった。なお、硫黄島に侵攻してきたアメリカ軍は西の存在を認知しており、「バロン西、出て来なさい」と投降を呼びかけてきたというエピソードが広く流布され、西を題材にした城山三郎の小説「硫黄島に死す」でも取り上げられているが、ノンフィクション作家大野芳の調査では創作である可能性も指摘されている。西の最期について詳細は不明で、1973年のドキュメンタリー映画『硫黄島』では、アメリカ軍の手榴弾で戦死したとしている。西らと行動を共にしながら生還した海軍軍属の内田忠治の証言によれば、西は3月22日に顔の半分を火傷して包帯を巻き、片目を失明していた西が陣地を脱出して北戦線に合流しようとしたが果たせず、戦車の砲撃によって戦死した。ほかにも、西が200人の生存者を率いて最後の突撃を行い、終日敵を斬りまくって最後は北部断崖に達してそこで切腹して自決したという証言もある。アメリカ側の証言としては、日本兵がアメリカ海兵隊のLVTを奪取して戦っていたが、どうにか奪われたLVTを撃破し、車内で戦死していた日本軍将校の遺体を確認したところ、軍服に入っていた手紙と写真から西であると判明したという海兵隊語学兵の証言もあるなど、夫人の西武子は、西の最後と関する情報を5通りも聞かされたという。満42歳没。最期と同様に、死亡場所についても複数の説があるが東海岸には西大佐戦死の碑がある。

### 死後
戦死により陸軍大佐に進級。墓所は青山霊園(1イ3,4-2-4)。当主の死により長男の西泰徳が男爵を襲爵した。西の後を追うかの如く、死の一週間後の3月末、陸軍獣医学校に居たウラヌスも死亡している。西が死ぬまで離さなかったウラヌスの鬣（たてがみ）が、1990年にアメリカにおいて発見され、軍馬鎮魂碑のある北海道中川郡本別町の歴史民俗資料館に収められている。
ロサンゼルスオリンピックで獲得した金メダルは、ウラヌスの蹄鉄などと共に「優勝額」の形で秩父宮記念スポーツ博物館が所蔵している。
愛用していた乗馬鞭が、1964年に西の未亡人からアメリカの団体に譲渡され、当該団体の後身「LA84ファンデーション」（スポーツ振興団体）が2021年まで所蔵していた。2020年東京オリンピックの開催を機会に、2021年7月末に曽孫（東京在住）に返還された。

## 人物像

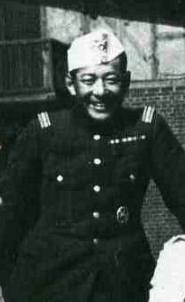
1936年ベルリンオリンピックが開催されていたドイツにて、ヒトラー・ユーゲントの団員と交換した帽子をかぶる西。

性格は至って鷹揚、天真爛漫でサッパリし、明るかったと生前に交流のあった人々は証言している。当時からスマートな美男子として有名であり、当時の日本人としては175cmの高身長、軍人ながら髪は海軍風の七三に分け、他の青年将校と同じく軍服は昭和の青年将校文化の影響を受けた派手なものを着用していた。
趣味は乗馬のみならず射撃やカメラ、バイク（ハーレーダビッドソン）自動車（クライスラーの高級輸入車）オープンカーを愛し、ロサンゼルス滞在中はゴールドのパッカードコンバーチブルを現地調達して乗り回していたという。
米国の俳優、チャーリー・チャップリン、ダグラス・フェアバンクスとメアリー・ピックフォード夫妻、スペンサー・トレイシーらとの交友も話題となった。
硫黄島戦の時期にはアメリカ軍の情報将校としてグアムの第315爆撃航空団に赴任していたサイ・バートレット陸軍大佐は、1965年に来日して西の未亡人を訪ね、靖国神社において西の慰霊祭を挙行した。
「自分を理解してくれる人は少なかったが、ウラヌスだけは自分を分かってくれた」と語っていた。なおウラヌスは体高（肩までの高さ）が181cmもある大きな馬体。性格はかなり激しかったらしく、西以外は誰も乗りこなせなかったという。

## 家族
- 父: 徳二郎（男爵。外務大臣、枢密顧問官）
- 妻: 武子（川村純義海軍大将の孫、川村鉄太郎伯爵の娘）
- 長男: 泰徳（男爵）
- 長女: 淑子（小松彰久夫人）
- 次女: 広子
- 孫: 小松揮世久（伊勢神宮大宮司、小松旧侯爵家当主）

## 西竹一を扱った作品

### 参考・関連書籍
- 城山三郎『硫黄島に死す』（初出：『文藝春秋』1963年11月号）
- 大野芳『オリンポスの使徒：「バロン西」伝説はなぜ生まれたか』文藝春秋、1984年。
- 伊藤正徳『帝国陸軍の最後〈第3〉死闘篇』文藝春秋新社、1960年。ASIN B000JBM31E。
- 伊藤正徳『帝国陸軍の最後〈第4〉特攻篇』文藝春秋新社、1960年。ASIN B01A090ICK。
- 伊藤正徳『帝国陸軍の最後〈第5〉終末篇』文藝春秋新社、1961年。ASIN B000JBM30U。
- 梯久美子、2007、「（検証）栗林中将 衝撃の最期」、『文藝春秋』2007年2月号、文藝春秋
- 梯久美子『散るぞ悲しき 硫黄島総指揮官・栗林忠道』新潮社、2005年。ISBN 4104774014。
- 梯久美子『硫黄島：栗林中将の最期』（Amazon Kindle）文藝春秋、2016年。
  - 梯久美子『硫黄島　栗林中将の最期』文藝春秋、2015年。ASIN B01CG69OUW。
- 佐藤和正『玉砕の島―太平洋戦争激闘の秘録』光人社、2004年。ISBN 978-4769822721。
- 小谷秀二郎『硫黄島の死闘―恐怖の洞窟戦』産経新聞社、1978年。ASIN B000J8NFIC。
- 児島襄『将軍突撃せり―硫黄島戦記』文藝春秋、1970年2月。ASIN B000J9HWMG。
- 児島襄『指揮官』文藝春秋、1974年12月。ISBN 978-4167141011。
- アントニー・ビーヴァー 著、平賀秀明 訳『ノルマンディー上陸作戦1944』 下、白水社、2011年。ISBN 978-4560081556。 翻訳版
- アントニー・ビーヴァー 著、平賀秀明 訳『第二次世界大戦1939-45』 下、白水社、2015年。ISBN 978-4560084373。
- リチャード・F.ニューカム 著、田中至 訳『硫黄島』弘文堂、1966年。ASIN B000JAB852。
- 太平洋戦争研究会『硫黄島とバロン西』ビジネス社、2006年11月1日
- 土門周平・入江忠国『激闘戦車戦』光人社、1999年
- 『知ってるつもり?! 10 心やさしき勝利者たち』日本テレビ、1993年4月 ISBN 978-4820393016
（所収一覧: 人見絹枝、嘉納治五郎、大江季雄、西田修平、バロン西、ベーブ・ルース、猫田勝敏）
- 防衛庁防衛研修所戦史室『中部太平洋陸軍作戦（2）ペリリュー・アンガウル・硫黄島』 第13巻、朝雲新聞社〈CITEREF戦史叢書・131968〉、1968年。

### 映画
- 『硫黄島からの手紙』 - クリント・イーストウッド監督による「硫黄島プロジェクト」二部作映画の第2弾。渡辺謙演じる栗林忠道中将を中心に、日本軍側から硫黄島の戦いを描く。西役は伊原剛志。2006年。

### 漫画
- 『われ降伏せず』原作、作画・荘司としお-『少年キング36号』ｰ50頁読み切り-1972年

- 『風と踊れ！ -時代を疾走ぬけた男 バロン西-』原作・二橋進吾、作画・樹崎聖 - 『週刊少年ジャンプ』掲載の読み切り、1994年
- 『空手バカ一代』原作・梶原一騎、作画・つのだじろう - 主人公大山倍達のアメリカ修行時代に、硫黄島でアメリカ兵が西の投降を呼びかけるエピソードが登場する。1971年 - 1977年。
- 『劇画太平洋戦争11 玉砕!硫黄島』原作・山梨賢一 、作画・小田昭次、立風書房、1975年 - 米軍から西への呼びかけによる降伏勧告を拒んで玉砕する。

### テレビ
- 『栄光の旗』TBS、1965年
- 『知ってるつもり?!』日本テレビ　1990年8月19日放送分